# Vertrieu

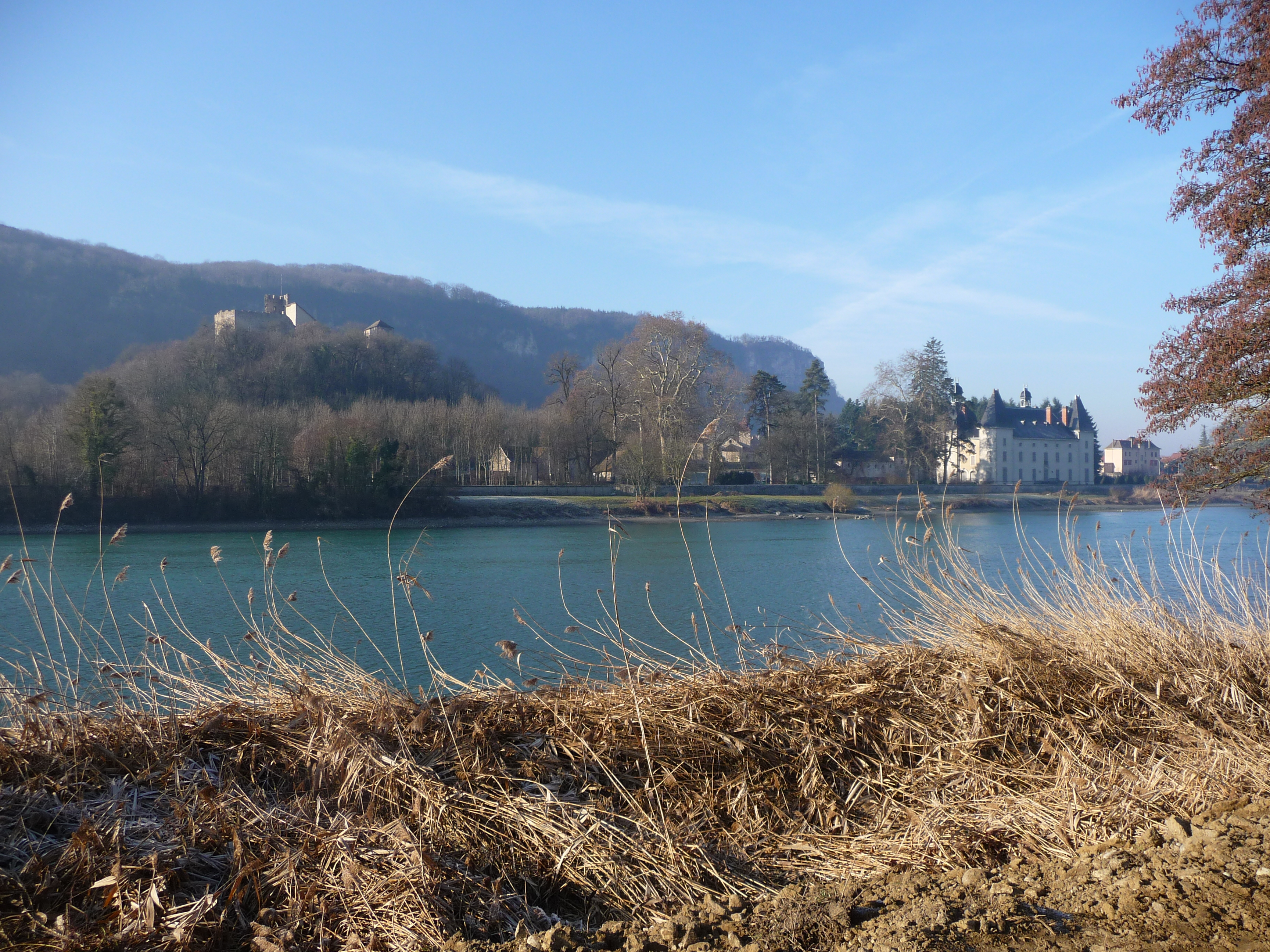
Het oude en het nieuwe kasteel

Vertrieu is een gemeente in het Franse departement Isère (regio Auvergne-Rhône-Alpes) en telt 469 inwoners (1999). De plaats maakt deel uit van het arrondissement La Tour-du-Pin.
Vertrieu is gelegen aan de Rhône en dankte in het verleden zijn welvaart aan deze rivier en aan zijn ligging op de grens tussen het koninkrijk Frankrijk en Savoye. Het oude kasteel van Vertrieu is een fort dat in de 13e eeuw gebouwd werd op een hoogte en waarvan enkel een ruïne rest. Het nieuwe kasteel aan de oever van de rivier werd gebouwd rond 1650 en had geen defensieve functie.

## Geografie
De oppervlakte van Vertrieu bedraagt 4,6 km², de bevolkingsdichtheid is 102,0 inwoners per km².
De onderstaande kaart toont de ligging van Vertrieu met de belangrijkste infrastructuur en aangrenzende gemeenten.

## Demografie
De bevolking is vanaf de jaren 1980 gestegen door een instroom van stedelingen uit de nabijgelegen agglomeratie van Lyon.
Onderstaande figuur toont het verloop van het inwonertal (bron: INSEE-tellingen).